# Abū Hafs al-Hāshimī al-Qurashī
Abū Hafs al-Hāshimī al-Qurashī (arabisch: أبو حفص الهاشمي القرشي, DMG: Abū Ḥafṣ al-Hāšimī al-Qurašī), getötet am 20. August 2025, war seit dem 3. August 2023 der fünfte sogenannte Kalif der Terrororganisation Islamischer Staat. Nach dem Tod des vorherigen Anführers Abū l-Husayn al-Husaynī al-Qurashī wurde er in einer Audiobotschaft des offiziellen Sprechers des Islamischen Staates, Abū Hudhayfah al-Ansārī, zum Kalifen ernannt.